# !!!
!!! (výslovnost [tʃk.tʃk.tʃk]IPA) je americká dance-punková skupina, kterou založil zpěvák Nic Offer v roce 1996 v Sacramentu.

## Diskografie

### Alba
| Název                                                                     | Detaily                                                     | Umístěni v hitparádách | Umístěni v hitparádách | Umístěni v hitparádách | Umístěni v hitparádách | Umístěni v hitparádách |
| Název                                                                     | Detaily                                                     | US                     | US Dance/Elec.         | FRA                    | UK                     | JPN                    |
| ------------------------------------------------------------------------- | ----------------------------------------------------------- | ---------------------- | ---------------------- | ---------------------- | ---------------------- | ---------------------- |
| !!!                                                                       | - Vydáno: listopad 2001 - Vydavatelství: Gold Standard Labs | —                      | —                      | —                      | —                      | —                      |
| Louden Up Now                                                             | - Vydáno: 7. června 2004 - Vydavatelství: Touch and Go/Warp | —                      | 4                      | —                      | 135                    | —                      |
| Myth Takes                                                                | - Vydáno: 5. března 2007 - Vydavatelství: Warp              | 195                    | 3                      | —                      | 135                    | 36                     |
| Strange Weather, Isn't It?                                                | - Vydáno: 24. srpna 2010 - Vydavatelství: Warp              | —                      | —                      | —                      | —                      | 54                     |
| THR!!!ER                                                                  | - Vydáno: 28. dubna 2013 - Vydavatelství: Warp              | —                      | —                      | 117                    | 121                    | 62                     |
| As If                                                                     | - Vydáno: 16. října 2015 - Vydavatelství: Warp              | —                      | 18                     | —                      | 80                     | —                      |
| Shake the Shudder                                                         | - Vydáno: 19. května 2017 - Vydavatelství: Warp             | —                      | —                      | —                      | 153                    | —                      |
| Wallop                                                                    | - Vydáno: 30. srpna 2019 - Vydavatelství: Warp              | —                      | —                      | —                      | 166                    | —                      |
| Let It Be Blue                                                            | - Vydáno: 6. května 2022 - Vydavatelství: Warp              | —                      | —                      | —                      | —                      | —                      |
| „—“ značí, že se nahrávka neumístila, nebo v daném regionu nebyla vydána. |                                                             |                        |                        |                        |                        |                        |

### EP
- GSL26/LAB SERIES VOL. 2 (split s Out Hud, 1999, Gold Standard Labs)
- Live Live Live (listopad 2004, Beat Records, pouze v Japonsku)
- Take Ecstasy with Me/Get Up (7. června 2005, Touch and Go Records)
- Yadnus (2007)
- Jamie, My Intentions Are Bass E.P. (listopad 2010)
- MEGAMiiiX Vol.1: Shake Shake Shake (2018)
- Certified Heavy Kats (31. července 2020)

### Singly
| Název                                                    | Rok  | Umístění v hitparádě | Album                      |
| Název                                                    | Rok  | UK                   | Album                      |
| -------------------------------------------------------- | ---- | -------------------- | -------------------------- |
| „The Dis-Ease/The Funky Branca“                          | 1998 | —                    | Single-only release        |
| „Me and Giuliani Down by the School Yard (A True Story)“ | 2003 | 84                   | Louden Up Now              |
| „Pardon My Freedom“                                      | 2004 | —                    | Louden Up Now              |
| „Hello? Is This Thing On?“                               | 2004 | 74                   | Louden Up Now              |
| „Me and Giuliani Down by the School Yard (A Remix)“      | 2004 | —                    | Single-only release        |
| „Heart of Hearts“                                        | 2007 | —                    | Myth Takes                 |
| „Must Be the Moon“                                       | 2007 | —                    | Myth Takes                 |
| „AM/FM“                                                  | 2010 | —                    | Strange Weather, Isn't It? |
| „Slyd“                                                   | 2013 | —                    | THR!!!ER                   |
| „One Girl/One Boy“                                       | 2013 | —                    | THR!!!ER                   |